# 蒙加亚尔 (朗德省)
蒙加亚尔（法語：Montgaillard，法語發音：[mɔ̃ɡajaʁ] ⓘ）是法国朗德省的一个市镇，属于蒙德马桑区。

## 地理
蒙加亚尔（43°44'32"N, 0°28'59"W）面积20.46 平方千米，位于法国新阿基坦大区朗德省，该省份为法国西南部沿海省份，是法國本土面积第二大的省，北起吉倫特省，西临大西洋，南至大西洋比利牛斯省，东临热尔省，东北与洛特-加龍省接壤。
与蒙加亚尔接壤的市镇（或旧市镇、城区）包括：法尔格、拉里维耶尔圣萨万、蒙苏埃、阿杜尔河畔圣莫里斯、圣瑟韦。

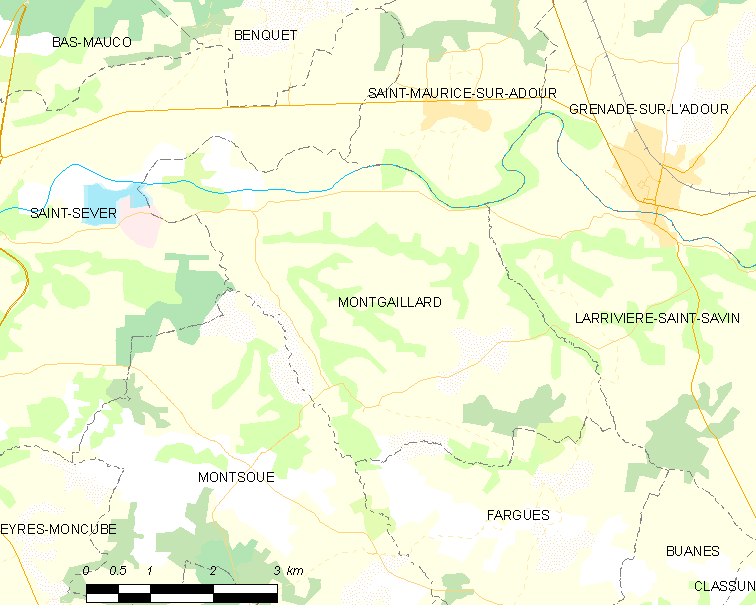
的OSM定位图

蒙加亚尔的时区为UTC+01:00、UTC+02:00（夏令时）。

## 行政
蒙加亚尔的邮政编码为40500，INSEE市镇编码为40195。

## 政治
蒙加亚尔所属的省级选区为沙洛斯-蒂尔桑县。

## 人口

1962-2008年间人口变化图示

蒙加亚尔于2022年1月1日时的人口数量为593人。